# Stéphane Breitwieser
Stéphane Breitwieser est un escroc et un voleur français d'œuvres d'art né le 1er octobre 1971 à Mulhouse. Il est surnommé « l'Arsène Lupin des musées ».
Il a notamment dérobé 239 œuvres d'art en sept ans dans un grand nombre de musées d'Europe (France, Suisse, Allemagne, Belgique, Danemark, Pays-Bas et Autriche), en particulier des œuvres flamandes du XVIe siècle.

## Biographie

### Famille
Il est le petit-neveu du peintre alsacien Robert Breitwieser. Il naît à Mulhouse le 1er octobre 1971.

### Carrière dans le vol
Son premier vol a lieu au printemps 1994 avec sa compagne Anne-Catherine Kleinklaus durant une visite du musée de Thann, où il croit reconnaître un objet ressemblant à celui que possédait son père. Puis arrive un an plus tard le premier perpétré à l'étranger, au château médiéval de Gruyères (Suisse) . Passionné par une peinture de Christian Wilhelm Ernst Dietrich, il affirme : « J'étais fasciné par sa beauté, par la mise en valeur de cette femme sur le portrait et par ses yeux. Je croyais que c'était une imitation de Rembrandt. ». Avec l'aide de sa compagne, qui assure la surveillance comme elle le fera pour de nombreux vols ultérieurs (elle sera d'ailleurs inculpée pour complicité), il sépare la peinture de son cadre et la dissimule dans sa veste.
Dans la longue liste des œuvres volées, celle ayant la plus grande valeur financière est probablement La Princesse Sibylle de Clèves de Lucas Cranach le Jeune dérobée en 1995 dans un petit musée de Baden-Baden. L'œuvre est estimée entre 5 et 5,6 millions de livres sterling.

### Arrestations
En novembre 2001 il est arrêté à Lucerne (Suisse). Il était revenu sur les lieux deux jours après son vol avec sa compagne afin d'effacer ses empreintes. Comme il était le seul visiteur le jour de son vol, la responsable du musée l'a immédiatement reconnu et a tout de suite alerté la police.
Stéphane Breitwieser est condamné à quatre ans de prison ferme en Suisse puis à deux ans de prison ferme en France.
Début avril 2011 il est à nouveau arrêté en France à la suite d'une enquête de la gendarmerie de Strasbourg et de l'Office central de lutte contre le trafic des biens culturels. Les perquisitions à son domicile de Marmoutier et dans son entourage ont permis de saisir plusieurs dizaines d’œuvres ainsi que d'importantes sommes en espèces issues de la revente de ces œuvres. Mis en détention provisoire à Strasbourg, il est libéré en 2012 et placé sous contrôle judiciaire en attente de son procès. Le 3 juin 2013 il est condamné à trois ans d'emprisonnement ferme pour vol en état de récidive légale et organisation de son insolvabilité. Il est écroué à l’issue de l’audience.
À l'expiration de cette nouvelle peine il est a nouveau interpellé pour le vol de tee-shirts, taies d'oreiller, pantalons, robes, ceintures, de cinq DVD et d'un livre et condamné en avril 2015 par le tribunal correctionnel de Colmar à quinze mois de détention dont six avec sursis et une mise à l'épreuve de deux ans.
Sorti de prison en 2015, il est a nouveau arrêté et incarcéré en février 2019, à la suite d'une perquisition qui a permis de mettre la main sur de nombreuses pièces déclarées volées ou disparues dans des musées français et allemands.
Il reconnaît devant la justice le vol de 239 œuvres d'art, tout en annonçant le nombre de 300 dans son livre, dérobées dans les musées de sept pays européens et pour la plupart détruites par sa mère,,,,,,.
Sa compagne Anne-Catherine Kleinklaus, qui se défend en affirmant avoir subi son emprise psychologique, et sa mère, Mireille Stengel, sont respectivement condamnées à dix-huit mois d'emprisonnement, dont douze avec sursis, pour recel, et trois ans de prison dont dix-huit mois avec sursis.

## Disparition des œuvres
Les œuvres volées avant 2001 étaient toutes entreposées à Mulhouse, dans deux chambres spécialement dédiées. Il apprend huit mois après le début de son incarcération que sa mère s'est débarrassée de toutes ces œuvres pour détruire les preuves de culpabilité de son fils. Certaines ont été jetées dans le canal du Rhône au Rhin. Environ 110 œuvres de sa collection y ont été retrouvées, mais 60 sont restées introuvables, probablement détruites. Parmi les œuvres disparues, on dénombre des peintures de :
- Brueghel
- Antoine Watteau
- François Boucher
- Corneille de Lyon
- Jan Davidszoon de Heem[16]
- Francesco di Antonio di Bartolomeo (it) (école)[17].

## Publications
- Avec la collaboration d'Yves de Chazournes, Confessions d'un voleur d'art, Paris, éditions Anne Carrière, 2006, 360 p. (ISBN 2-84337-410-3, BNF 40933958).
- Michael Finkel, Le Voleur d'art ((en-US) The Art Thief: A True Story of Love, Crime, and a Dangerous Obsession), Knopf, 2023, 240 p.  (ISBN 978-0525657323).

### Documentaire
- Daniel Schweizer, « Ceci est mon royaume », sur film-documentaire.fr, 2006

### Vidéo
- Guillaume Georges, « Stéphane Breitwieser, « l’Arsène Lupin des musées » a volé des centaines d’œuvres d’art », Le Parisien, 23 février 2022
- Simon Puech, Voler 2 Milliards presque sans problème[18]